# Подстава (телешоу)
Подстава (англ. Punk’d) — американское телевизионное шоу Эштона Кутчера, представляющее собой розыгрыш звёзд с помощью скрытой камеры. За 4 с небольшим года было отснято 8 сезонов, в среднем 8 эпизодов в сезоне. Эпизод состоит из трёх равных частей, розыгрышей. Розыгрыш производится с помощью актёров шоу и друзей-родственников знаменитости, которые договариваются заранее с редакцией «Подставы». Розыгрыш нередко приводит звезду на грань нервного срыва, женщины часто начинают плакать. Также знаменитости порой начинают лгать, отрицая то, что, по их мнению, никто не видел. В России шоу шло на местном MTV, Первый канал запустил похожую передачу, «Розыгрыш», с Валдисом Пельшем и Татьяной Арно.
После пятилетнего перерыва шоу снова вышло в эфир — 29 марта 2012 состоялась премьера 9 сезона. Каждый эпизод ведёт приглашенная знаменитость.
На Украине транслировался на каналах «1+1», «MTV Украина», «ТЕТ» и «Интер».

## Эпизоды

### Сезон 1
- 1x01: Фрэнки Муниз / Джастин Тимберлейк / Подстава на красной дорожке
- 1x02: Элайза Душку / Мэнди Мур / Кларенс
- 1x03: Джессика Альба / Уилмер Вальдерамма / Ассистентки
- 1x04: Подстава на красной дорожке / Келли Осборн / Слесари
- 1x05: Кевин Ричардсон / Тришель Каннателла / Сет Грин
- 1x06: Джессика Бил / Ник Лаше / Туристы
- 1x07: Джек Осборн / Джейсон Акунья / Пинк / Стивен Дорфф
- 1x08: Розарио Доусон / Бритни Спирс / Игроки NFL

### Сезон 2
- 2x01: Мисси Эллиотт / Хилари Дафф / Ашер
- 2x02: Ник Картер / Томми Ли / Bow Wow
- 2x03: Майя / Кэти Холмс / Трейси Морган
- 2x04: Лара Флинн Бойл / Ашанти / Омарион
- 2x05: Тэй Диггз / Рэйчел Ли Кук / Хэлли Берри
- 2x06: Трэвис Баркер / Джейми Прессли / Подстава на красной дорожке
- 2x07: Дэйв Мирра / Outkast / Эмбер Тэмблин
- 2x08: Линдси Лохан / Бейонсе / Билл Голдберг

### Сезон 3
- 3x01: Адам Броди / Ив / Мэттью Перри
- 3x02: Крис Клейн / Джереми Систо / Тиша Кэмпбелл и Вивика А. Фокс
- 3x03: Кейли Куоко / Дуэйн Джонсон / Джулия Стайлз
- 3x04: Дженнифер Лав Хьюитт / Уорэн Сэп / Эван Рейчел Вуд
- 3x05: Тара Рид / Кармен Электра и Дэйв Наварро
- 3x06: Брэнди / Мекай Файфер / Майк Шинода
- 3x07: Кармело Энтони / Шеннон Элизабет / Джена Мэлоун
- 3x08: Тайра Бэнкс / Бенджи и Джоэл Мэдден / Канье Уэст

### Сезон 4
- 4x01: Сальма Хайек / Ева Лонгория / Марио
- 4x02: Кирстен Данст / Джесси Меткалф / Мишель Родригес
- 4x03: Зак Брафф / Зои Салдана / Серена Уильямс
- 4x04: Рэйчел Билсон / Jadakiss / Дирк Новицки
- 4x05: Маркес Хьюстон / Энди Роддик / Джейми-Линн Сиглер
- 4x06: Chingy / Джон Хидер / Джосс Стоун
- 4x07: Ванесса Карлтон / Сиара / Николь Ричи
- 4x08: Стив Остин / Bizarre / Эшли Симпсон

### Сезон 5
- 5x01: Саймон Коуэлл / The Game / Рейвен-Симон
- 5x02: Аллен Айверсон / Джордж Лопес / Джермейн О’Нил / Тайриз
- 5x03: Тони Хоук / Джесси Маккартни / Бриттани Сноу
- 5x04: Тора Бёрч / T.I. / София Вергара
- 5x05: Эйкон / Джейсон Бейтман / Бенжамин Маккензи
- 5x06: Эдриен Броуди / Мила Кунис / Лиза Лесли
- 5x07: Райан Кабрера / Джа Рул / Лора Препон
- 5x08: Аврил Лавин / Шакил О’Нил / Трипл Эйч

### Сезон 6
- 6x01: Берни Мак / Ying Yang Twins / Миша Бартон
- 6x02: София Буш / Дэдди Янки / Келли Монако
- 6x03: Дэвид Борианаз / Кристин Каваллари / Террелл Оуэнс
- 6x04: Кристен Белл / Бэм Марджера / Эмбер Валлетта
- 6x05: Нив Кэмпбелл / Майк Джонс / Дэнни Мастерсон
- 6x06: Эллен Помпео / Шон Уайт / Винус Уильямс
- 6x07: Мэйси Грэй / Джастин Лонг / Ди Джей Куоллс
- 6x08: Baby Blue / Шон Пол / Пит Венц

### Сезон 7
- 7x01: Роб Томас / Эшли Паркер Энджел / Кейт Бекинсейл
- 7x02: Даг Робб / Ни-Йо / Стивен Коллетти
- 7x03: DJ Paul / Стэйси Киблер / Элиша Катберт
- 7x04: Крис Браун / Сонни Сандовал / E-40
- 7x05: Мэтт Лейнарт / Элайджа Вуд / Оливия Уайлд
- 7x06: Мишель Трахтенберг / Николлетт Шеридан / Трэвис Пастрана
- 7x07: Эмма Робертс / Шугар Рэй Леонард / Ханна Тетер
- 7x08: Рианна / Хью Джекман / Эрик Дилл

### Сезон 8
- 8x01: Баки Лазэк / Нелли Фуртадо / Хейден Панеттьер
- 8x02: Хилари Суэнк / Эшли Тисдейл / Chamillionaire
- 8x03: Эванджелин Лилли / Чак Лидделл / Зак Эфрон
- 8x04: Фредди Родригес / Молли Симс / Мэджик Джонсон
- 8x05: Миган Гуд / Джуэл / Frankie J
- 8x06: Джоджо / Келли Роуленд / Джейсон Риттер
- 8x07: Pitbull / Too Short / Келис
- 8x08: Эли Мишалка / Джон Сина / Керр Смит

### Сезон 9
- 9x01: Тейлор Свифт / Роб Дирдек / Шон Кингстон / Майли Сайрус. Ведущий — Джастин Бибер[2]
- 9x02: Tyler, the Creator / Ронни Ортис-Магро / Тайлер Пози. Ведущий — Бэм Марджера[3]
- 9x03: Дианна Агрон / Зак Эфрон / Снуки. Ведущая — Хейден Панеттьер[4]
- 9x04: Шеней Граймс / Скотт Дисик / The Wanted. Ведущий — Tyler, the Creator
- 9x05: Иэн Хардинг / Ванесса Хадженс / Джош Хатчерсон. Ведущая — Люси Хейл
- 9x06: New Boyz / Эшли Тисдейл / Деми Ловато. Ведущий — Ник Кэннон
- 9x07: Метта Уорлд Пис / Хлоя Грейс Морец / Лорен Конрад. Ведущий — Дэкс Шепард
- 9x08: Лиам Хемсворт / Келли Осборн / Хлои Кардашьян. Ведущая — Майли Сайрус
- 9x09: Джо Джонас / Коди Симпсон / Эмма Робертс. Ведущая — Хизер Моррис
- 9x10: Джулианна Хаф / Эшли Рикардс / Эйми Тигарден. Ведущий — Келлан Латс
- 9x11: Дрейк / Ким Кардашьян. Ведущий — Эштон Кутчер
- 9x12: Уиз Халифа / Нил Патрик Харрис / T-Pain. Ведущий — Мак Миллер

## Скандалы и конфликты
- В «Позднем шоу с Дэвидом Леттерманом» Эштон Кутчер рассказал, что одной из ранних жертв шоу в первом сезоне был актёр Дэвид Спейд. Но он не дал своего согласия на выход в эфир отснятого материала, и Кутчер использовал тот же сюжет в подставе с Сетом Грином.
- Актёр Майкл Вартан из сериала «Шпионка» также был жертвой розыгрыша и не дал своего согласия на выход эпизода со своим участием. Позже, Вартан и вовсе отвергал факт, что его разыграли[5][6].
- Актриса Шеннон Элизабет развелась со своим мужем Джозефом Райтманом[англ.] год спустя после подставы. По сюжету розыгрыша, звезду убедили в том, что существует плёнка с записью их супружеского секса, которая попала в руки СМИ. По слухам, Элизабет не смогла простить мужу такой серьёзной шутки[7].
- Памела Андерсон также отрицает, что авторы проводили съёмки шоу с её участием: по сюжету звезду пытались убедить, что на заднем дворе её дома снимают порно-фильм, но Андерсон всё поняла в ходе ссоры с обнажённой моделью, принимавшей участие в съёмке[8].
- Во время интервью с Кутчером для журнала Interview Брэд Питт посоветовал Эштону никогда не пытаться разыграть его коллегу по трилогии об аферисте Оушене, Джорджа Клуни: «Не делай этого. Даже не думай об этом. Клуни убьёт тебя и всех, кого ты любишь. Я знаю, эта соблазнительная мысль, но не надо» (англ. Don't do it. Don't ever go near it. Clooney will kill you and everything you love. I know it's tempting, but don't do it)[9].
- Ведущая Эллен Дедженерес однажды сказала, что жутко боится, что её «подставят». По её признанию, в любой подозрительной ситуации она спрашивает, не снимают ли её скрытой камерой для шоу[10].
- Актёр Зак Брафф был вне себя от гнева во время съёмок эпизода, в котором вандалы-подростки раскрасили его машину. Он был так зол, что чуть не избил 12-летнего актёра[11].